# Jeff Agoos
Jeffrey Alan Agoos (Ginebra, Suiza; 2 de mayo de 1968), más conocido como Jeff Agoos, es un exfutbolista estadounidense y comentarista de fútbol. Jugaba de defensor y su último equipo fue el New York MetroStars. Agoos también fue miembro de la selección de fútbol de los Estados Unidos, compitiendo en los Mundiales de 1998 y 2002. Con un total de 134 partidos internacionales, es uno de los jugadores que más partidos ha jugado con el combinado mayor estadounidense en toda su historia.

## Trayectoria

### Inicios
Hijo de un diplomático estadounidense, Agoos nació en Suiza mientras su padre se encontraba trabajando en ese país. Comenzó jugando fútbol en la escuela secundaria en Texas, años después de que volviera a Estados Unidos con su familia. Entre 1986 y 1990 fue a la Universidad de Virginia, en donde jugó al fútbol universitario bajo la tutela de Bruce Arena. En su año de graduación terminó segundo en la votación por el Trofeo Hermann.

### Profesional
Al graduarse de la universidad, Agoos se unió a los Maryland Bays de la American Professional Soccer League en 1991. No obstante abandonó el equipo ese mismo año y pasó un par de temporadas jugando al fútbol de salón para los Dallas Sidekicks. En 1994 regresó al fútbol, uniéndose al Los Angeles Salsa y partiendo hacia Europa un año después, donde jugó para el SV Wehen de la Regionalliga alemana entre 1994 y 1995. Regresó de Alemania en 1995 para fichar con la Major League Soccer. Mientras esperaba para que arranque la temporada inaugural de la liga, Agoos trabajó con Bruce Arena en la Universidad de Virginia como su asistente, y para el inicio de la MLS al año siguiente fue asignado al D.C. United, también dirigido por Arena. En su primera temporada ganó la Copa de la MLS y la U.S Open Cup. Agoos volvió a ganar la Copa MLS dos veces, al año siguiente y en 1998. En 2001 fue transferido a los San Jose Eartquakes, año en el cual fue nombrado Defensor del año de la liga. Estuvo con los Quakes hasta 2004, y pasó su último año como profesional en los New York MetroStars. A lo largo de su carrera en Estados Unidos, Agoos fue incluido en el Equipo Estelar de la liga en tres ocasiones, en 1997, 1999 y 2001. Se retiró del fútbol el forma definitiva el 8 de diciembre de 2005.
El 16 de enero de 2009 fue inducido al Salón de la Fama del fútbol estadounidense junto a la futbolista Joy Fawcett.

## Clubes
| Club                              | País           | Año         |
| --------------------------------- | -------------- | ----------- |
| Maryland Bays                     | Estados Unidos | 1991        |
| Los Angeles Salsa                 | Estados Unidos | 1994        |
| SV Wehen                          | Alemania       | 1994 - 1995 |
| DC United                         | Estados Unidos | 1996 - 2000 |
| West Bromwich Albion (a préstamo) | Inglaterra     | 2000        |
| San José Earthquakes              | Estados Unidos | 2001 - 2004 |
| New York MetroStars               | Estados Unidos | 2001 - 2005 |

## Selección nacional
Agoos fue un miembro regular de la selección de Estados Unidos desde su primera actuación con el combinado nacional en 1988. Fue dejado fuera del equipo que participó en el Mundial de 1994, pero sí fue convocado para los torneos de 1998 y 2002. En 1998 en Francia, Agoos no jugó ningún partido, mientras que en 2002 se lesionó en el segundo encuentro de la fase de grupos, quedando fuera de acción por el resto del torneo. Jugó su último partido en un amistoso contra Gales el 26 de mayo de 2003, acumulando así 134 actuaciones con su selección logrando 4 anotaciones durante su paso por el combinado de su país.

### Goles con la selección nacional
| #  | Fecha                   | Lugar                                    | Oponente     | Gol   | Resultado | Competición                     |
| -- | ----------------------- | ---------------------------------------- | ------------ | ----- | --------- | ------------------------------- |
| 1. | 13 de enero de 1988     | Ciudad de Guatemala, Guatemala           | Guatemala    | 1 – 0 | 1 – 0     | Amistoso                        |
| 2. | 14 de noviembre de 1993 | Misión Viejo, California, Estados Unidos | Islas Caimán | 4 – 0 | 8 – 1     | Amistoso                        |
| 3. | 20 de enero de 1996     | Los Ángeles, California, Estados Unidos  | Guatemala    | 2 – 0 | 3 – 0     | Copa de Oro de la Concacaf 1996 |
| 4. | 14 de noviembre de 2002 | Los Ángeles, California, Estados Unidos  | Costa Rica   | 2 – 0 | 2 – 0     | Copa de Oro de la Concacaf 2002 |

#### Goles internacionales en fútbol sala
| N.º | Fecha                   | Estadio                 | Rival | Gol | Resultado | Competición  |
| --- | ----------------------- | ----------------------- | ----- | --- | --------- | ------------ |
| 1   | 17 de noviembre de 1992 | Kowloon Park, Hong Kong | Rusia | 0-2 | 3-8       | Mundial 1992 |
| 2   | 17 de noviembre de 1992 | Kowloon Park, Hong Kong | Rusia | 0-4 | 3-8       | Mundial 1992 |

### Participaciones en Copas del Mundo
| Mundial                                     | Sede                  | Resultado   |
| ------------------------------------------- | --------------------- | ----------- |
| Copa Mundial de fútbol sala de la FIFA 1992 | Hong Kong             | Subcampeón  |
| Copa Mundial de Fútbol de 2002              | Corea del Sur / Japón | 4° de final |

### Participaciones en Copas de Oro
| Mundial                         | Sede           | Resultado    |
| ------------------------------- | -------------- | ------------ |
| Copa de Oro de la Concacaf 1996 | Estados Unidos | Tercer lugar |
| Copa de Oro de la Concacaf 2000 | Estados Unidos | 4.º de final |
| Copa de Oro de la Concacaf 2002 | Estados Unidos | Campeón      |

## Palmarés

### Campeonatos nacionales
| Título                   | Club                 | País           | Año  |
| ------------------------ | -------------------- | -------------- | ---- |
| MLS Cup                  | D.C. United          | Estados Unidos | 1996 |
| Lamar Hunt U.S. Open Cup | D.C. United          | Estados Unidos | 1996 |
| MLS Cup                  | D.C. United          | Estados Unidos | 1997 |
| Supporter's Shield       | D.C. United          | Estados Unidos | 1997 |
| MLS Cup                  | D.C. United          | Estados Unidos | 1999 |
| Supporter's Shield       | D.C. United          | Estados Unidos | 1999 |
| MLS Cup                  | San Jose Earthquakes | Estados Unidos | 2001 |
| MLS Cup                  | San Jose Earthquakes | Estados Unidos | 2003 |

### Copas internacionales
| Título                  | Club      | País             | Año  |
| ----------------------- | --------- | ---------------- | ---- |
| Concacaf Liga Campeones | DC United | Washington D. C. | 1998 |
| Copa Interamericana     | DC United | Fort Lauderdale  | 1998 |